# 십악
십악(十惡)은 중국의 형법 가운데 가장 무겁체 처벌한 범죄 10가지를 일컫는다. 모반(謀反), 모대역(謀大逆), 모반(謀叛), 악역(惡逆), 부도(不道), 대불경(大不敬), 불효(不孝), 불목(不睦), 불의(不義), 내란(內亂)이 그 10가지이다.